# کاتلین کینمانت
کاتلین کینمانت (انگلیسی: Kathleen Kinmont؛ زادهٔ ۳ فوریهٔ ۱۹۶۵) یک هنرپیشه اهل ایالات متحده آمریکا است. وی از سال ۱۹۸۴ میلادی تاکنون مشغول فعالیت بوده‌است.

## گزیدهٔ آثار

### تلویزیون
- روزهای زندگی ما (۲۰۰۲)
- بی‌واچ (۱۹۹۴)
- دالاس (۱۹۹۱)

## بخشی از فیلمشناسی
- وسواس تاریک